# LEGO Lord of the Rings
LEGO The Lord of the Rings (LEGO LOTR) is een LEGO-thema uit 2012 gebaseerd op de filmserie van Peter Jackson en de In de Ban van de Ring boeken van J.R.R. Tolkien. Het thema bevat bouwsets en een computerspel gebaseerd op alle drie films: The Lord of the Rings: The Fellowship of the Ring, The Lord of the Rings: The Two Towers en The Lord of the Rings: The Return of the King.
Naast een serie Lego-bouwsets leverde de samenwerking ook een computerspel op. Het LEGO The Lord of the Rings computerspel is een actie-avonturenspel ontwikkeld door Traveller's Tales en MGM Interactive. Het kwam in november 2012 beschikbaar voor Nintendo 3DS, Nintendo DS, PlayStation Vita, Microsoft Windows, Wii, PlayStation 3 en Xbox 360. De OS X en IOS versie van het spel, uitgegeven door Feral Interactive, werd uitgegeven op 21 februari 2013.
Verder werden sleutelhangers en een bordspel met het LOTR-thema uitgebracht. Op de site werden de figuren beschreven en konden kleurplaten, posters en achtergronden worden gedownload, een online game worden gespeeld en videoclips worden bekeken.

## Ontwikkeling
De ontwikkeling van het LOTR Lego-thema verliep volgens een soortgelijk proces als de ontwikkeling van eerdere Lego-thema's. De sets werden in overleg met de franchise-eigenaar Warner Bros. ontworpen door Lego's ontwerpers in Billund. Warner Bros. Consumer Products en de LEGO Group maakten de samenwerking op 16 december 2011 bekend.

## Sets
De bouwsets, die vallen onder de Lego SYSTEM™ productlijn, verbeelden scènes en locaties uit de films en bevatten minifiguren van de personages met accessoires.
De eerste serie sets werd uitgebracht in mei 2012, en bestond zeven sets. De tweede en laatste serie van vijf sets werd uitgebracht in de zomer van 2013. Tussen de eerste en de tweede serie sets werd in november 2012 het LEGO The Lord of the Rings videogame uitgebracht.
In 2015 werden onder het LOTR thema nog drie Lego Dimensions™ „fun packs“ uitgebracht.
De sets bevatten minifigs van alle hoofdpersonages uit de films, zoals Frodo, Gandalf, Gollem, Sam, Aragorn, Legolas en Gimli
Om de Ene Ring te verbeelden werd een nieuw lego-blokje geïntroduceerd. Andere nieuwe elementen zijn de zwaarden, schilden en helmen van de Uruk-hai, Het korte zwaard „Prik“ van Frodo, dat in sets 9470 en 9472 zit, de cape van de ringgeesten, een nieuw paard waar de benen van kunnen bewegen. Ze hebben ook meer bedrukking dan de "oude" Lego-paarden. Ze zijn er in bruin met witte bles en neus, en in zwart met geharnast hoofd, voor de Nazgûl. Haar en hoofddeksels van de personages zijn ook nieuw, zoals de Rohirrim helm, Gimli's helm, elfenhaar/oren, Orkhaar/oren, Hobbithaar, de baard van Gandalf, de bergtrol, en het Gollem minifiguur.
In de Lego LOTR sets worden ook zwaarden gebruikt ook voor de gladiator uit Lego Minifigure Serie 5 (8805) (2011) en de hooglander van Lego Minifigure Serie 6 (8827) (2012) gebruikt werden. Set 9470 bevat een lange witte draad en een rode haak waarmee Frodo vastgebonden of Shelob de spin aan het plafond gehangen kan worden. Er zit minstens één cape in elke set behalve in 9476.

## Producten
| Setnummer | Naam (nl (en)                                          | Minifigs                                                                                   | Film                   | Jaar | Aantal steentjes |
| --------- | ------------------------------------------------------ | ------------------------------------------------------------------------------------------ | ---------------------- | ---- | ---------------- |
| 9469      | De aankomst van Gandalf (Gandalf Arrives)              | Frodo, Gandalf de Grijze                                                                   | Fellowship of the Ring | 2012 | 83               |
| 9470      | De aanval van Shelob (Shelob Attacks)                  | Frodo, Gollem, Sam, Shelob                                                                 | Return of the King     | 2012 | 227              |
| 9471      | Uruk-hai leger (Uruk-Hai Army)                         | Éomer, Rohirrim, 4x Uruk-Hai                                                               | Two Towers             | 2012 | 257              |
| 9472      | De aanval op de Weertop (Attack On Weathertop)         | Frodo, Aragorn, Merijn, 2x ringgeest                                                       | Fellowship Of The Ring | 2012 | 430              |
| 9473      | De mijnen van Moria (The Mines of Moria)               | Boromir, Gimli, Legolas, Pepijn, bergtrol, 2x ork, 2x skelet                               | Fellowship Of The Ring | 2012 | 776              |
| 9474      | De Slag om Helmsdiepte (The Battle of Helm's Deep)     | Koning Théoden, Aragorn, Gimli, Haldir, Uruk-Hai berserker, 3x Uruk-Hai                    | Two Towers             | 2012 | 1368             |
| 9476      | De ork smederij (The Orc Forge)                        | Lurtz, Uruk-Hai, 3x Ork                                                                    | Fellowship Of The Ring | 2012 | 366              |
| 10237     | De toren Ortanc (Tower of Orthanc)                     | Gandalf de Grijze, Gríma Slangtong, Saruman de Witte, ork, Uruk-Hai, Gwaihir, Boombaard    | Two Towers             | 2013 | 2359             |
| 79005     | Duel van de tovenaars (The Wizard Battle)              | Gandalf de Grijze, Saruman de Witte                                                        | Fellowship Of The Ring | 2013 | 113              |
| 79006     | De Raad van Elrond (The Council of Elrond)             | Arwen, Elrond, Frodo, Gimli                                                                | Fellowship Of The Ring | 2013 | 243              |
| 79007     | De slag bij de Zwarte Poort (Battle at the Black Gate) | Aragorn, Gandalf de Witte, 2x ork, 1x Mond van Sauron                                      | Return Of The King     | 2013 | 656              |
| 79008     | Piratenschip hinderlaag (Pirate Ship Ambush)           | Aragorn, Gimli, Koning der Doden, Legolas, 2x ork, Kaper van Umbar, 2x strijder dodenleger | Return Of The King     | 2013 | 756              |

| Setnummer | Naam (nl (en)                                  | Minifigs        | Jaar                   | Film | Aantal steentjes | Bijzonderheden           |
| --------- | ---------------------------------------------- | --------------- | ---------------------- | ---- | ---------------- | ------------------------ |
| 30210     | Frodo met keuken (Frodo with cooking corner)   | Frodo           | Fellowship Of The Ring | 2012 | 33               | Beperkte oplage/gift set |
| 30211     | Uruk-hai met ballista (Uruk-Hai with ballista) | Uruk-Hai        | Two Towers             | 2012 | 21               | Beperkte oplage/gift set |
| 5000202   | Elrond                                         | Elrond          | Fellowship Of The Ring | 2012 | 6                | Promotional              |
| 71218     | Gollem                                         | Gollem & Shelob |                        | 2015 | 39               | LEGO Dimensions Fun Pack |
| 71219     | Legolas                                        | Legolas         |                        | 2015 | 36               | LEGO Dimensions Fun Pack |
| 71220     | Gimli                                          | Gimli           |                        | 2015 | 56               | LEGO Dimensions Fun Pack |
|           | Zwaard (Sword)                                 |                 |                        | 2012 | 31               | Promotional (USA)        |